# Гаса (дзонгхаг)
Гаса (дзонг-кэ མགར་ས་རྫོང་ཁག་, вайли Mgar-sa rdzong-khag) — дзонгхаг в Бутане, относится к центральному дзонгдэю. Административный центр — Гаса-дзонг рядом с городом Гаса. Китайская Народная Республика претендует на северную часть района Гаса.

## Географическое положение

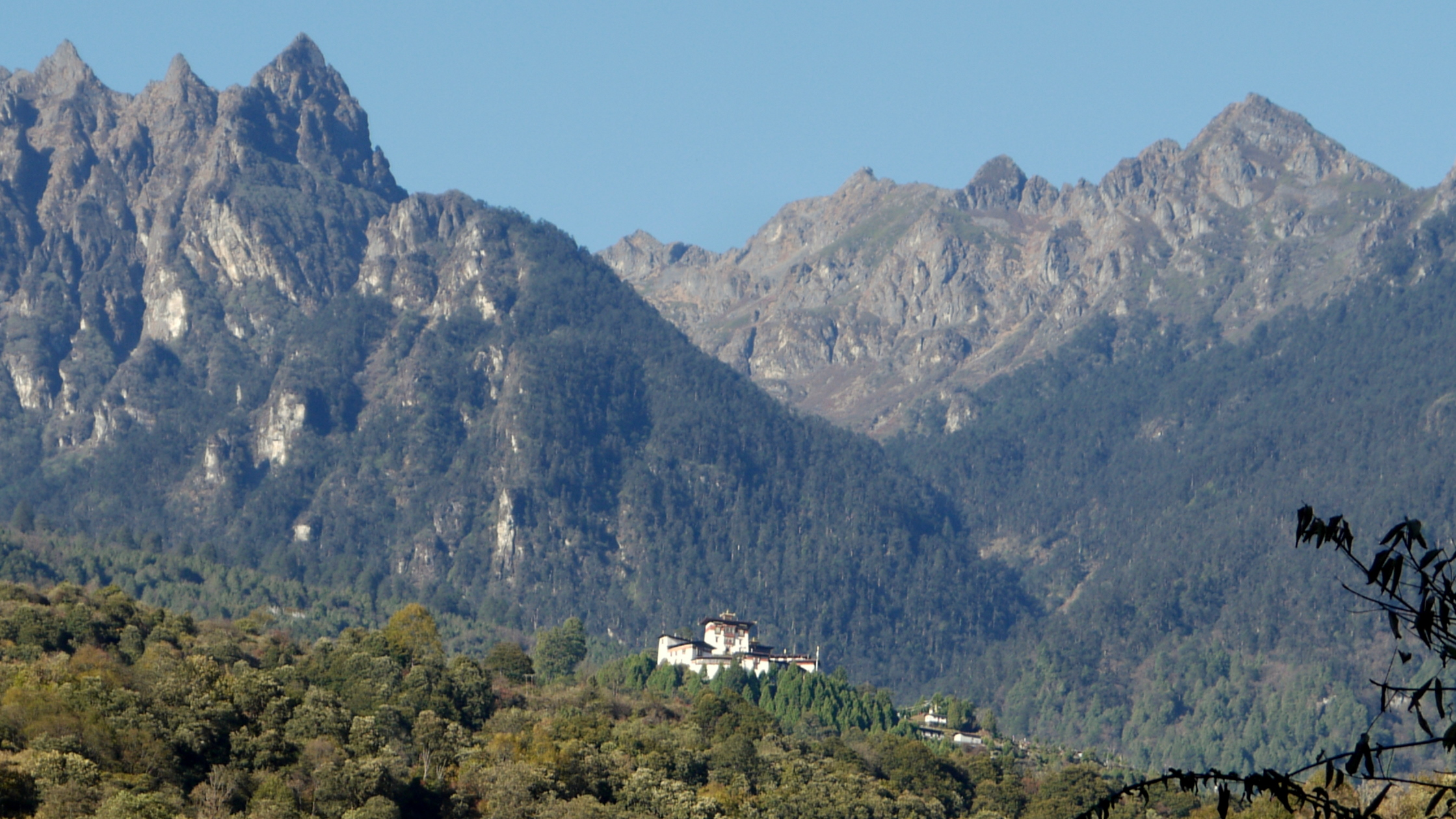
Вид на Гаса-дзонг

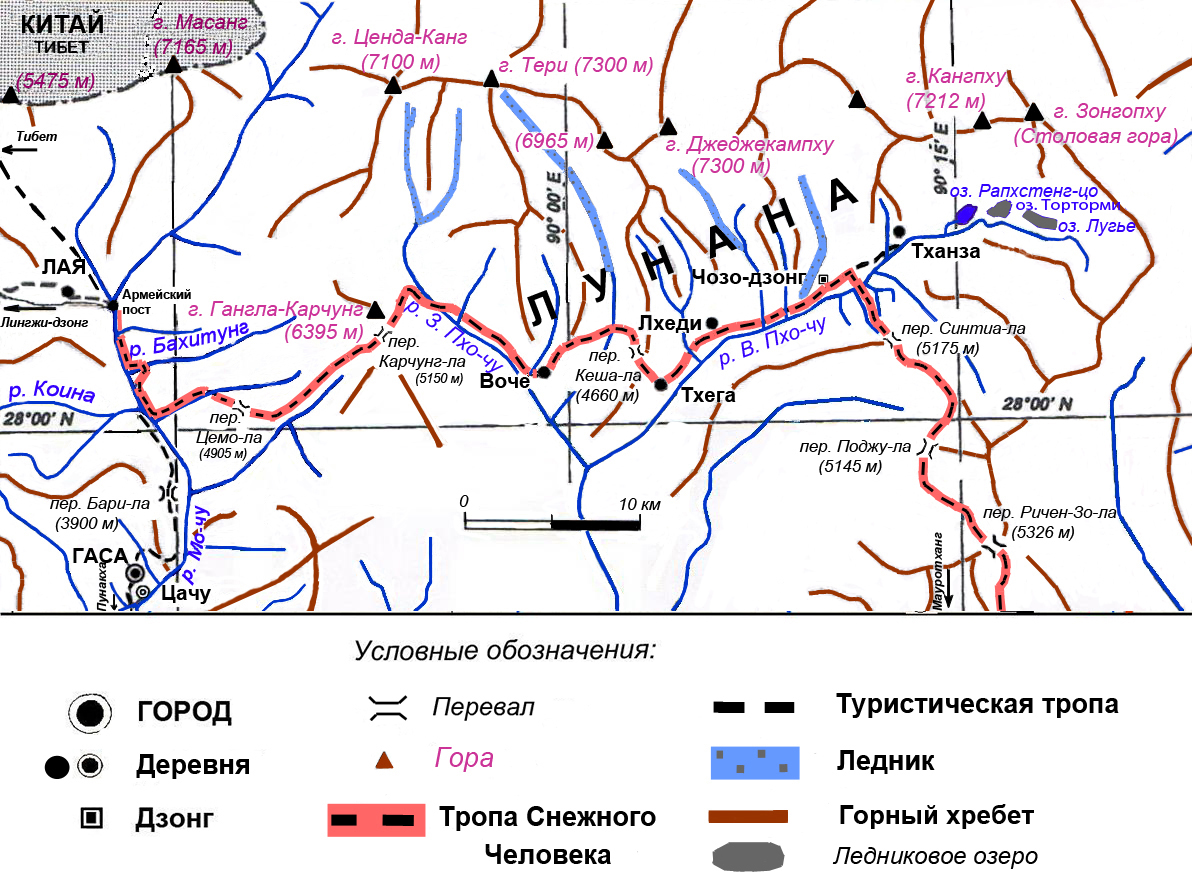
Горная часть дзонгхага Гаса, гевоги Лая и Лунана

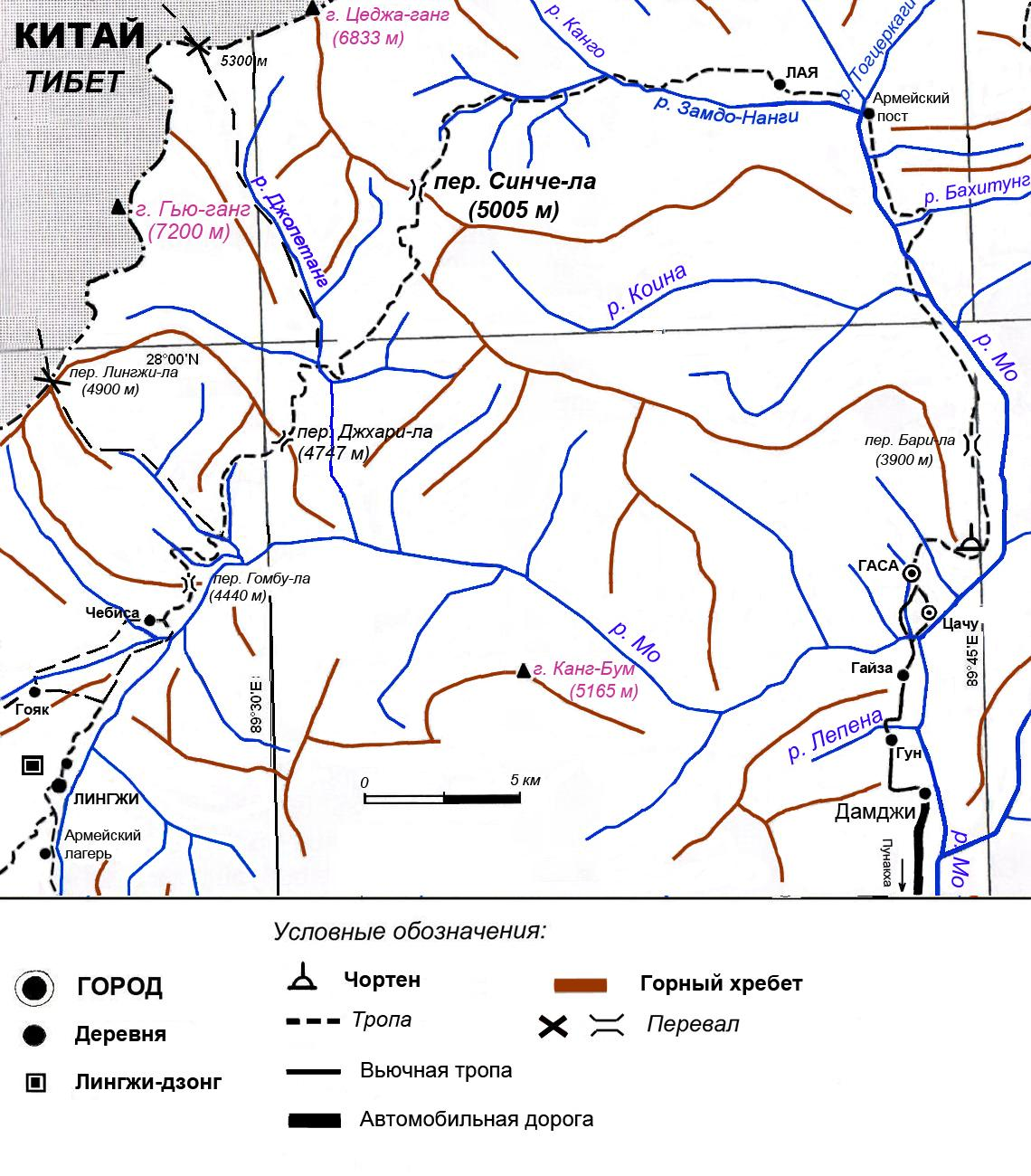
Карта высокогорья от Лингжи до Лая и Гаса

Дэонгхаг Гаса расположен на крайнем севере страны, и является крупнейшим по территории и наименее населённым (следовательно, имеет наименьшую плотность населения) дзонгхагом.
Дэонгхаг находится у подножия Гималайского хребта в труднодоступной местности. Автомобильный подъезд отсутствует. От города Пунакха вдоль реки Ма-Чу поднимается дорога до Дамджи, откуда до Гаса ранее шла вьючная тропа длиной около 12 км. 31 мая 2012 была открыта автомобильная дорога до Гаса, и организовано автобусное сообщение.
Окрестности города Гаса знамениты целебными горячими источниками, где отдыхают бутанские граждане. Источники находятся на высоте около 3400 м в двух часах ходьбы от Гаса-дзонга.
Далее в высокогорье разводят яков. Через Лая (гевог Лая) идёт тропа до Лингжи (в соседнем дзонгхаге Тхимпху), в котором находится крепость Лингжи-дзонг. Отсюда перевал Лингжи-ла ведёт в сторону Тибета.
Часть дзонгхага расположена на территории Национального парка Джигме Дорджи, а населённые пункты Гаса, Кенчо (англ. Kencho), Лая (англ. Laya), деревни района Лунана (англ. Lunana), Тамджи (англ. Tamji) расположены на территории этого парка.

## Население
В дзонгхаге Гаса проживает племя лаяп. Деревня Лая находится на высоте 3700 м под горой Масананг (7165 м).

## Административное деление
В состав дзонгхага входят город Гаса и 4 гевога (в скобках указано население):
- Город Гаса (402)
- Кхамад[нем.] (ранее известный как Гонкхама; 906; дзонг-кэ དགོན་ཁ་􀮲ད།, вайли dgon kha smad, лат. Goenkhame) в юго-западной части региона[2]
- Кхатод[нем.] (ранее известный как Гонкхато; 166; дзонг-кэ དགོན་ཁ་􀮠ོད།, вайли dgon kha dtod, лат. Goenkhatoe) в центральной части региона и около Гаса[3]
- Лая (949) в северной и северо-западной части региона
- Лунана в северо-восточной части региона в труднодоступных долинах